# Distrikt Orcopampa
Der Distrikt Orcopampa liegt in der Provinz Castilla in der Region Arequipa in Südwest-Peru. Der Distrikt wurde am 22. Juni 1825 gegründet. Er besitzt eine Fläche von 729 km². Beim Zensus 2017 wurden 8800 Einwohner gezählt. Im Jahr 1993 lag die Einwohnerzahl bei 5775, im Jahr 2007 bei 8318. Die Distriktverwaltung befindet sich in der 3779 m hoch gelegenen Kleinstadt Orcopampa mit 8224 Einwohnern (Stand 2017). Orcopampa liegt etwa 90 km nördlich der Provinzhauptstadt Aplao.

## Geographische Lage
Der Distrikt Orcopampa liegt im äußersten Nordwesten der Provinz Castilla. Im Norden des Distrikts, an der kontinentalen Wasserscheide, verläuft die Cordillera Huanzo mit dem 5399 m hohen Nevado Huajrahuire. Der Río Andahua entwässert einen Großteil des Areals nach Süden zur Laguna de Chachas. Der oberflächige Abfluss des Sees nach Süden zum Río Colca wird durch Lavaströme blockiert. Der äußerste Norden des Distrikts liegt im Einzugsgebiet des Río Velille (im Oberlauf auch Río Cayarani), einem Nebenfluss des Río Apurímac.
Der Distrikt Orcopampa grenzt im Südwesten an den Distrikt Chilcaymarca, im Westen und im Norden an den Distrikt Cayarani (Provinz Condesuyos), im Osten an den Distrikt Chachas sowie im äußersten Süden an den Distrikt Andagua.

## Ortschaften
Im Distrikt gibt es neben dem Hauptort folgende größere Ortschaften:
- Alhuire
- Calera
- Huancarama
- Huimpilca
- Marcani
- Misahuanca
- Misapuquio
- Panagua
- Sarpane
- Tintaymarca
- Vizcacuto